# Jindřich Šolc
Jindřich Šolc (12. února 1841 Sobotka – 24. dubna 1916 Zbuzany) byl český advokát, poslanec českého zemského sněmu, v období od 12. září 1887 do listopadu 1893 byl starostou Prahy. Byl také autorem politických spisů, napsal např. Národnost a její význam v životě veřejném (1881).
Jeho bratrancem byl básník Václav Šolc.